# Contea di Xiping
La contea di Xiping (西平县S, Xīpíng XiànP) è una contea della Cina, situata nella provincia di Henan e amministrata dalla prefettura di Zhumadian.